# Vestiti, usciamo
Vestiti, usciamo è un album del duo musicale italiano I Vianella, pubblicato dall'etichetta discografica Ariston e distribuito dalla Ricordi nel 1975.

## Descrizione
L'album viene anticipato dal singolo Noi nun moriremo mai/La vita de campagna, uscito l'anno prima ed il cui brano principale partecipa a Canzonissima. Successivamente vengono pubblicati L'amici mia/Pazzi noi e Vestiti, usciamo/Guarda.
La maggior parte dei brani sono firmati da Edoardo Vianello, componente maschile del duo, insieme ad autori allora emergenti quali Amedeo Minghi, Roberto Conrado e Luciano Rossi, la cui Aria pulita darà anche il titolo al suo terzo album.

## Tracce

### Lato A
1. Vestiti, usciamo
2. La vita de campagna
3. Coraggio amore mio
4. Guarda
5. Noi nun moriremo mai

### Lato B
1. Pazzi noi
2. Aria pulita
3. Te ricordi
4. L'amici mia
5. La lavannara e er principe